# Warwick Tucker
Pour les articles homonymes, voir Tucker.
Warwick Tucker (né en 1970 à Sydney) est un mathématicien australien de l'université Monash (anciennement vice-président et président du département de mathématiques de l'université d'Uppsala 2009-2020) qui travaille sur les systèmes dynamiques, la théorie du chaos et les mathématiques computationnelles.

## Formation et carrière
Tucker a obtenu son doctorat en 1998 à l'université d'Uppsala avec une thèse intitulée « The Lorenz attractor exists » et consacrée à l'attracteur de Lorenz, sous la direction de Lennart Carleson. Il est ensuite chercheur post-doctoral à l'Institut national de mathématiques pures et appliquées (IMPA) à Rio de Janeiro puis à partir de 2000 professeur adjoint à l'université Cornell.

## Travaux
En 2002, Tucker a réussi à résoudre un problème ouvert important qui avait été posé par Stephen Smale (le quatorzième problème sur la liste des problèmes de Smale), en utilisant l'arithmétique des intervalles.

## Prix et distinctions
Il est lauréat du prix Moore 2002 et du prix de la Société mathématique européenne 2004. Il a également reçu en 2001 le prix Wallenberg de la Société mathématique suédoise.